# Kabinett Mwanawasa II

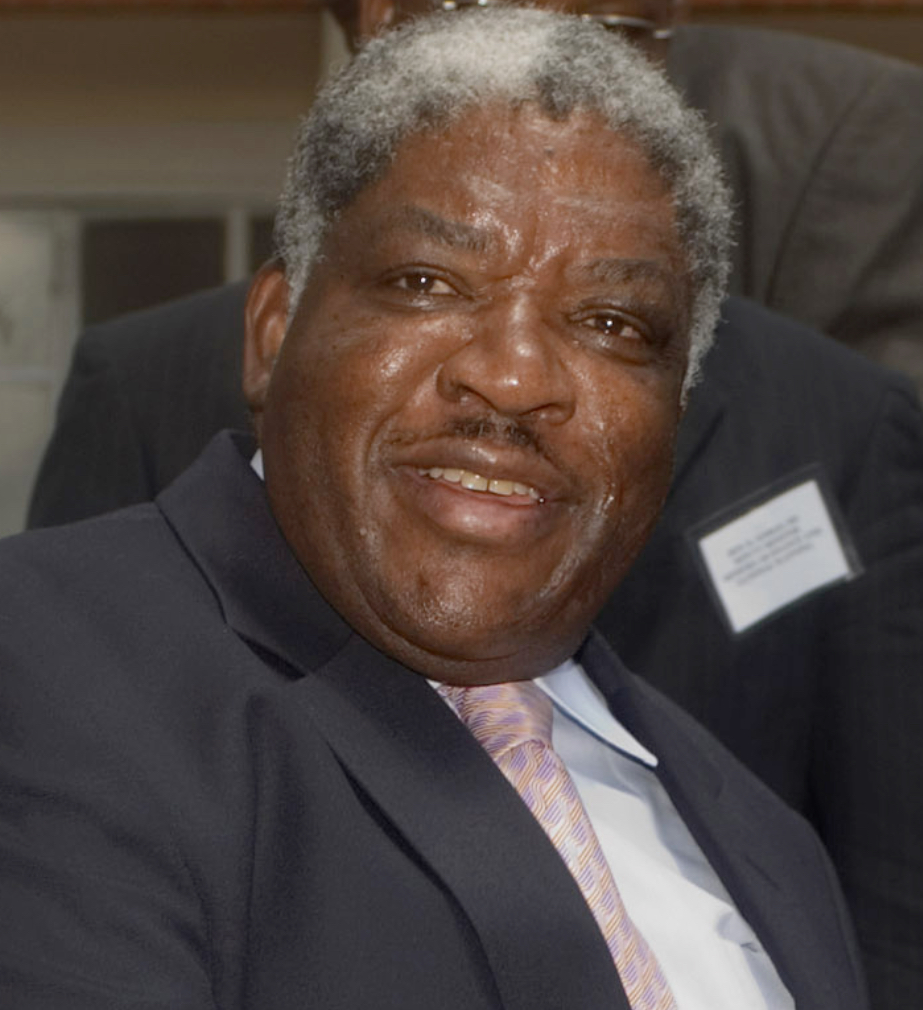
Präsident Levy Patrick Mwanawasa (2006)

Das Kabinett Mwanawasa II der Republik Sambia wurde am 9. Oktober 2006 durch Präsident Mwanawasa berufen. Zu diesem Zeitpunkt gehörten ihm die folgenden Minister an:
1. Finanzen und Nationale Planung

Minister: Ng'andu Magande 

Stellvertreter: Jonas Shakafuswa
2. Verteidigung 

Minister: George Mpombo 

Stellvertreter: Akakandelwa Mwendoi
3. Inneres 

Minister: Ronnie Shikapwasha 

Stellvertreter: Grace Njapau und Crispin Musosha
4. Auswärtige Angelegenheiten

Minister: Mundia Sikatana 

Stellvertreter: Mike Mulongoti
5. Information und Medien

Minister: Vernon Mwaanga 

Stellvertreter: David Phiri
6. Landwirtschaft und Genossenschaften

Minister: Ben Kapita 

Stellvertreter: Daniel Kalenga
7. Wissenschaft und Technik

Minister: Brian Chituwo 

Stellvertreter: vakant
8. Bergbau und Mineralprospektion

Minister: Kalombo Mwansa 

Stellvertreter: Lameck Mangani und Maxwell Mwale
9. Gesundheit

Minister: Angela Cifire 

Stellvertreter: Felix Puma
10. Erziehung 

Minister: Geoffrey Lungwangwa 

Stellvertreter: Lucy Changwe
11. Wirtschaft, Handel und Industrie

Minister: Kenneth Konga 

Stellvertreter: Dora Siliya
12. Kommunikation und Transport

Minister: Peter Daka 

Stellvertreter: Mubika Mubika
13. Tourismus, Umwelt und Naturschutz

Minister: Kabinga Pande 

Stellvertreter: Vera Chiluba Tembo und Michael Kaingu
14. Arbeit und Versorgung

Minister: Kapembwa Simbao 

Stellvertreter: Benny Tetamashimba
15. Justiz 

Minister: George Kunda
16. Energie und Wasser-Entwicklung

Minister: Felix Mutati 

Stellvertreter: Gaston Sichilima
17. Kommunale Entwicklung und Soziale Dienste

Minister: Catherine Namugala 

Stellvertreter: Nicholas Banda
18. Sport, Jugend und Kind-Entwicklung

Minister: Gabriel Namulambe 

Stellvertreter: Patricia Mulasikwanda
19. Land 

Minister: Gladys Nyirongo 

Stellvertreter: Moses Muteteka
20. Lokale Regierung und Liegenschaften

Minister: Sylvia Masebo 

Stellvertreter: Eustancino Kazonga
21. Gleichberechtigung

Minister: Sara Sayifwanda
22. Arbeit und Soziale Sicherheit

Minister: Vakant 

Stellvertreter: Austin Liato

## Präsidialverwaltung
Präsident: Levy Patrick Mwanawasa

Vizepräsident: Rupiah Banda
Präsidialamt

Stellvertretender Minister: Richard Taima
Büro des Vizepräsidenten

Stellvertretender Minister: Gladys Lundwe
Minister Zentralprovinz: Sydney Chisanga
Minister Copperbeltprovinz: Mwansa Mbulakulima
Minister Ostprovinz: Boniface Nkhata
Minister Westprovinz: Adonis Mufalali
Minister Südprovinz: Joseph Mulyata
Minister Nordprovinz: (bis 14. November 2006 Claver Silavwe, dann Ernennung widerrufen)
Minister Lusakaprovinz: Charles Shawa
Minister Luapulaprovinz: John Chinyanta
Minister Nordwestprovinz: Kenneth Chipungu
Ständiger Sekretär, Büro des Präsidenten: Gibson Zimba

## Weitere Spitzenämter
- Staatsanwalt: George Kunda
- Regierungsanwalt: Sunday Nkonde
- Gouverneur der Zentralbank (Bank of Zambia): Caleb Fundanga
- Botschafter in Washington: Inonge Mbikusita-Lewanika
- Ständiger Vertreter bei den UN, New York: Tens Kapoma